# Nazaret Fundazioa
La fundación Nazaret Fundazioa, más conocida como Nazaret zentroa, es un centro de formación mixto trilingüe sin ánimo de lucro situado en San Sebastián, Guipúzcoa, País Vasco, España, fundada el 13 de diciembre de 1913, como Asociación Cultural Benéfica Femenina Nazaret, siendo pionera en la formación profesional femenina de Guipúzcoa. Actualmente imparte bachillerato, incluido el Bachillerato Europeo (actualmente el primer y único centro en España), ciclos formativos profesionales y diferentes modalidades de formación para trabajadores y desempleados, además de gestionar una bolsa de prácticas y trabajo gratuita para alumnos y exalumnos.

## Historia

### Inicios y creación
A principios del siglo XX, en San Sebastián y Guipúzcoa en general hay cada vez más jóvenes mujeres trabajadoras. En 1908 algunas trabajadoras comienzan a reunirse su tiempo libre, y en espacios que les ceden los jesuitas a organizar actividades y pequeños talleres formativos, tras el éxito de los mismos, deciden buscar apoyo para organizarse.
El 13 de diciembre de 1913, día de Santa Lucía, se funda oficialmente la Asociación Cultural Benéfica Femenina Nazaret gracias a las aportaciones de damas del alta sociedad de San Sebastián y amparada por los jesuitas de la Compañía de Jesús. La asociación cultural se sitúa en la calle Mondragón, y tiene como objetivo dar formación a las mujeres guipuzcoanas. Se enseñaba un poco de cultura, cursos de cocina, de costura, etc., para poder aplicarlos en el trabajo fuera de casa.

### El sindicato femenino
En 1916, con el aumento de alumnas que reclaman unas mejores condiciones laborales, entre otras cosas por la reciente inauguración de la nueva Tabakalera de San Sebastián, Nazaret ese año además constituirse como un sindicato obrero femenino para ayudar a sus alumnas a lograr trabajos con condiciones laborales más dignas. Al poco tiempo después ya cuenta con 4.000 afiliadas: cigarreras, cocineras, modistas, costureras, planchadoras, etc.

### Asociación formativa
Con el fin de la guerra civil española y la instauración del franquismo, Nazaret modificó sus estatutos a fin de evitar el embargo, y poder continuar impartiendo formación post-escolar a mujeres, con clases vespertinas y nocturnas. La posguerra fueron años de gran depresión económica y control político, en los que las afiliadas a “La Junta de Señoras” que gestionaban el centro utilizaban el dinero que aportaban y recaudaban para mantenerlo vivo y poder continuar formando mujeres.

### Colaboración de las cajas
Con más de 50 años de trayectoria Nazaret se convierte en 1965 en obra social en colaboración con la Caja de Ahorros y Monte de Piedad Municipal de San Sebastián, y en 1968 comienza a colaborar también con la Caja de Ahorros Provincial de Guipúzcoa. Gracias a las cajas, el centro de la calle Mondragón, 19 (entonces calle Hermanos Iturrino, 19) es ampliado con el local adyacente de la calle Fuenterrabía que se inaugurará en 1971.
En 1968, Nazaret es distinguida como Institución Distinguida del Año por su labor social por el V Jurado Intersectorial de la Elegancia.

### Formación reglada
Con los años los cursos van especializándose y en 1971 se implanta la formación profesional reglada. El centro continúa siendo una organización sin ánimo de lucro. En 1984, llegan los primeros PCs para alumnos al centro de estudios. En colaboración con Kutxa y el Gobierno Vasco, promociona el programa “Konekta Zaitez” en Guipúzcoa para promocionar el acceso a internet y las nuevas tecnologías. En menos de tres años, Guipúzcoa se posicionó en la media europea de hogares y empresas conectados a la Red.

### Traslado a Aldakonea
En septiembre de 1995, Nazaret se traslada a un edificio en la calle Aldakonea, mucho más amplio y moderno con instalaciones informáticas. Con el cambio de instalaciones, el centro pasa a ser mixto, impartiendo por primera vez clases también a hombres tras más de 80 años. Se continúan impartiendo clases también en el local de la calle Mondragón, aunque se prescinde del de la calle Fuenterrabía. En 1998 se comienza a impartir también las modalidades de Bachillerato además de las de formación profesional.
En 2009, Nazaret obtiene la Q de oro de calidad en enseñanza.

### Centenario y conversión en fundación
A partir de 2013, coincidiendo con las celebraciones y actividades de su centenario, Nazaret recibe una serie de premios, además de pasar de ser una organización sin ánimo de lucro a una fundación.
En 2014, Nazaret es galardonado con el premio de la Fundación Novia Salcedo a la "Excelencia en la Integración Profesional de los Jóvenes" en la categoría de organizaciones no gubernamentales. El reconocimiento le llega por su histórica trayectoria, «que ha sido revulsivo en diferentes transformaciones sociales de su entorno más cercano y su conexión con el mundo empresarial».
En 2016, obtiene la Medalla al Mérito Ciudadano de la ciudad de San Sebastián por su trayectoria centenaria.
En 2022, compran el edificio de su sede de Aldakonea, 36 que hasta entonces les cedía la Fundación Bancaria Kutxa.

## Actividades actuales

### Bolsa de trabajo y prácticas
Nazaret gestiona gratuitamente una amplia bolsa de trabajo y prácticas para alumnos y exalumnos, facilitando el acceso al mercado laboral y el contacto con las empresas.

### Bachillerato
- Humanidades y ciencias sociales
- Científico tecnológico
- Europeo (European Business Baccalaureate Diploma) (único centro autorizado en España)
- General

### Ciclos formativos de Grado Superior
- Administración y finanzas
- Asistencia a la dirección
- Desarrollo de aplicaciones web
- Documentación y administración sanitarias
- Integración social
- Marketing y publicidad

### Ciclos formativos de Grado Medio
- Cuidados auxiliares de enfermería

### Academia
Se gestiona la contratación de profesores de apoyo para alumnos de Bachillerato y Ciclos Profesionales prestando las instalaciones fuera del horario lectivo.

### Formación ocupacional
- Orientada a desempleados con el fin de la reinserción laboral, incluida asociada a Certificados de Profesionalidad

### Formación continua
- Orientada a trabajadores con el fin de la reinserción laboral, incluida asociada a Certificados de Profesionalidad

### Formación a medida para empresas
- Incluye la posibilidad de la bonificación a través de la fundación tripartita

### Tiempo libre
- Diversas actividades: Cursillos, Concursos de Grupos Musicales, Carreras, etc.

## Personal

### Directores/as
- Padre Zoilo Sologaistoa (1913-1944)
- “La Junta de Señoras” (1945-1954)
- Padre Cándido Gordoa (1955-1975)
- Padre Rafael Goenaga (1976-1996)
- María Carmen Arrufat Valencia (1996-2003)
- María José Rabella Goenaga (2003-2016)
- María Soledad Gabilondo Gallastegui (2017-2020)
- Oihana Hernández San Sebastián (2021-actualidad)

### Alumnado y profesorado célebre
- Xosé Estévez Rodríguez (profesor) historiador y docente universitario.
- Mertxe Jimeno Badiola (profesora) científica.
- Naroa Agirre (profesora) ex-atleta.
- Zigor Etxebeste (profesor) escritor y cinéfilo.
- Amaia González Caballero (alumna y profesora) múltiple campeona europea de bailes de salón.
- Gladys del Estal Ferreño (alumna) activista ecologista.